# Томашевский, Николай Константинович
Никола́й Константи́нович Томаше́вский (8 мая 1854—1916; Тифлис, Российская империя) — русский военачальник, генерал от артиллерии (20 февраля 1917, посмертно; последний военачальник Российской империи, которому было присвоено это звание).

## Биография

### Начало военной карьеры
Общее образование получил в Нижегородской военной гимназии. Службу начал 13 августа 1871 года юнкером 1-го военного Павловского училища. По окончании училища, 10 августа 1873 года выпущен прапорщиком в 19-ю артиллерийскую бригаду. 26 ноября 1874 года произведён в подпоручики, 9 декабря 1876 года — в поручики.

### Русско-турецкая война
Участник Русско-турецкой войны 1877—1878 годов. Командир 4-го взвода 4-й батареи 19-й артиллерийской бригады. Участник обороны Баязета. Был активным членом Военного совета по организации и осуществлению обороны баязетской цитадели, а также был решительным противником её капитуляции. 13 июня 1877 года «за боевые отличия» произведён в штабс-капитаны.
Высочайшим приказом от 26 декабря 1877 года «в воздаяние за отличия в делах против Турок, оказанные в 1877 году, во время 23 дневной обороны Баязетской цитадели, где искусным действием из своих орудий не раз заставлял умолкать неприятельские орудия» удостоен ордена Святого Великомученика и Победоносца Георгия 4-й степени.

### Последующая служба
В 1881 году произведён в капитаны. C 3 марта 1893 года по 12 марта 1895 года командовал 3-й батареей 2-го мортирного артиллерийского полка. С 1895 года подполковник. C 12 марта 1895 года по 13 октября 1898 года командир 6-й горной батареи 13-й артиллерийской бригады.
В 1898 году «за отличие по службе» произведён в полковники. С 13 октября 1898 года по 24 августа 1900 года командир 3-го дивизиона Кавказской резервной артиллерийской бригады. С 24 августа 1900 года по 23 октября 1904 года — командир 2-го мортирного артиллерийского полка.

### Русско-японская война
С 23 октября 1904 года по 13 декабря 1905 года командующий 73-й артиллерийской бригадой.

### Последующие годы
С 13 декабря 1905 года по 4 февраля 1906 года временно командующий, с 4 февраля по 1 марта 1906 года командующий и с 1 марта 1906 года по 29 мая 1908 года командир 3-й Восточно-Сибирской стрелковой артиллерийской бригады. В 1906 году «за отличие по службе» произведён в генерал-майоры.
С 29 мая 1908 года исполняющий обязанности начальника артиллерии, а с 31 июля 1910 года — инспектор артиллерии 1-го Сибирского армейского корпуса. В 1910 году «за отличие по службе» произведён в генерал-лейтенанты.

### Первая мировая война
5 января 1914 года генерал-лейтенант Томашевский был назначен Инспектором артиллерии 1-го Кавказского армейского корпуса, заменив на этом посту генерала Мехмандарова, назначенного командиром 21-й пехотной дивизии 3-го Кавказского армейского корпуса. «За отличие в делах против неприятеля» Высочайшими приказами от 16 ноября 1914 года и 7 июня 1915 года удостоен орденов Св. Владимира 2-й степени с мечами и Св. Анны 1-й степени с мечами.
Исключён из списков умершим 23 декабря 1916 года. Произведён в чин генерала от артиллерии (посмертно).

## Награды
Отечественные
- орден Св. Георгия 4-й степени (ВП: 26.12.1877)
- орден Св. Анны 3-й степени (1881)
- орден Св. Станислава 2-й степени (1888)
- орден Св. Анны 2-й степени (1893)
- орден Св. Владимира 3-й степени (1901)
- орден Св. Станислава 1-й степени (1909)
- орден Св. Владимира 2-й степени с мечами (ВП 16.11.1914)
- орден Св. Анны 1-й степени с мечами (ВП: 07.07.1915)

Иностранные
- Крест «За переход через Дунай» (Румыния, 1878);
- орден Князя Даниила I 2-й степени (Черногория, 1899).